# Лапино (Карелия)
Ла́пино — деревня в составе Сумпосадского сельского поселения Беломорского района Республики Карелия.

## Общие сведения
Деревня расположена в северной части озера Пустовское, в 16 км к юго-западу по автодороге от села Сумский Посад.

## История
8 марта 1935 года постановлением Карельского ЦИК в деревне была закрыта часовня. В 1974 г. в населённом пункте открыт мемориал жителям, погибшим на фронтах Великой Отечественной войны.

## Население
| 2002 | 2009 | 2010 | 2013 |
| ---- | ---- | ---- | ---- |
| 68   | ↘59  | ↘38  | ↘25  |

## Улицы
- ул. Гористая
- ул. Заречная
- ул. Набережная
- ул. Северная